# Linköping HC:s säsonger
Detta är en lista över Linköping HC:s samtliga säsonger. Listan presenterar alla Linköpings resultat över en säsong samt slutspel och kvalspel som laget har genomfört.
Notera: SM = Spelade matcher, V = Vinster, F = Förluster, O = Oavgjort, ÖV = Övertidsvinst, ÖF = Övertidsförlust, P = Poäng, GM = Gjorda mål, IM = Insläppta mål
Uppdaterat: 29 mars 2016

## Grundserie
| Liga        | Säsong  | SM | V  | F  | O   | ÖV | ÖF | P  | GM  | IM  | Plac. | Notering                          |
| Division I  | 1976-77 | 33 | 16 | 14 | 3   | —  | —  | 35 | 131 | 133 | 5:a   |                                   |
| Division I  | 1977-78 | 36 | 11 | 21 | 4   | —  | —  | 26 | 110 | 154 | 8:a   |                                   |
| Division I  | 1978-79 | 36 | 8  | 25 | 3   | —  | —  | 19 | 109 | 201 | 8:a   |                                   |
| Division I  | 1979-80 | 36 | 2  | 31 | 3   | —  | —  | 7  | 120 | 288 | 10:a  | Nedflyttade                       |
| Division II | 1980–81 | 22 | 17 | 5  | 0   | —  | —  | 34 | 91  | 84  | 2:a   | Förlorat play-off mot Gimo IF     |
| Division II | 1981–82 | 22 | 14 | 3  | 5   | —  | —  | 33 | 124 | 80  | 2:a   | Förlorat play-off mot Lidingö     |
| Division II | 1982–83 | 22 | 16 | 4  | 2   | —  | —  | 34 | 135 | 86  | 1:a   | Sist i kvalserien till division I |
| Division II | 1983–84 | 22 | 17 | 3  | 2   | —  | —  | 36 | 134 | 79  | 2:a   | Förlorat play-off mot Roma IF     |
| Division II | 1984–85 | 22 | 15 | 6  | 1   | —  | —  | 31 | 147 | 87  | 2:a   | Sist i kvalserien till division I |
| Division II | 1985–86 | 33 | 19 | 11 | 3   | —  | —  | 41 | 181 | 139 | 3:a   | Förlorat play-off mot Karlskrona  |
| Division II | 1986–87 | 33 | 17 | 11 | 5   | —  | —  | 39 | 170 | 138 | 4:a   |                                   |
| Division II | 1987–88 | 33 | 29 | 4  | 0   | —  | —  | 58 | 261 | 107 | 1:a   | Uppflyttade                       |
| Division I  | 1988-89 | 18 | 6  | 8  | 1   | —  | —  | 19 | 87  | 84  | 5:a   |                                   |
| Division I  | 1989-90 | 18 | 6  | 12 | 0   | —  | —  | 12 | 92  | 94  | 8:a   |                                   |
| Division I  | 1990-91 | 18 | 4  | 14 | 0   | —  | —  | 8  | 53  | 121 | 9:a   | Fortsättningsserie                |
| Division II | 1991–92 | 36 | 25 | 6  | 5   | —  | —  | 55 | 197 | 123 | 1:a   | Sist i kvalserien till division I |
| Division II | 1992–93 | 36 | 24 | 5  | 7   | —  | —  | 55 | 225 | 102 | 1:a   | Uppflyttade                       |
| Division I  | 1993-94 | 18 | 9  | 8  | 1   | —  | —  | 19 | 64  | 68  | 5:a   | Fortsättningsserie                |
| Division I  | 1994-95 | 18 | 5  | 13 | 0   | —  | —  | 10 | 43  | 71  | 9:a   | Fortsättningsserie                |
| Division I  | 1995-96 | 18 | 8  | 6  | 4   | —  | —  | 20 | 66  | 57  | 4:a   | Fortsättningsserie                |
| Division I  | 1996-97 | 18 | 14 | 2  | 2   | —  | —  | 30 | 83  | 35  | 1:a   | Allsvenskan                       |
| Division I  | 1997-98 | 18 | 15 | 1  | 2   | —  | —  | 32 | 102 | 42  | 1:a   | Allsvenskan                       |
| Division I  | 1998-99 | 28 | 18 | 3  | 7   | —  | —  | 39 | 132 | 72  | 1:a   | Allsvenskan                       |
| Elitserien  | 1999–00 | 50 | 9  | 35 | —   | 1  | 5  | 34 | 107 | 205 | 12:a  | Kvalserien                        |
| Allsvenskan | 2000–01 | 28 | 22 | 3  | —   | 2  | 1  | 71 | 134 | 47  | 1:a   | Superallsvenskan                  |
| Elitserien  | 2001–02 | 50 | 14 | 25 | —   | 5  | 6  | 58 | 132 | 53  | 10:a  | Missade slutspel                  |
| Elitserien  | 2002–03 | 50 | 10 | 31 | —   | 3  | 6  | 42 | 98  | 166 | 12:a  | Kvalserien                        |
| Elitserien  | 2003–04 | 50 | 25 | 17 | —   | 3  | 5  | 86 | 141 | 105 | 4:a   | Kvartsfinal i SM-slutspelet       |
| Elitserien  | 2004–05 | 50 | 30 | 15 | 2   | 2  | 1  | 97 | 162 | 110 | 2:a   | Kvartsfinal i SM-slutspelet       |
| Elitserien  | 2005–06 | 50 | 25 | 11 | 7   | 3  | 5  | 92 | 150 | 117 | 3:a   | Semifinal i SM-slutspelet         |
| Elitserien  | 2006–07 | 55 | 22 | 19 | 7   | 2  | 5  | 82 | 151 | 153 | 4:a   | Final i SM-slutspelet             |
| Elitserien  | 2007–08 | 55 | 21 | 14 | 7   | 9  | 4  | 92 | 166 | 153 | 2:a   | Final i SM-slutspelet             |
| Elitserien  | 2008–09 | 55 | 26 | 16 | 8   | 1  | 4  | 92 | 166 | 152 | 2:a   | Kvartsfinal i SM-slutspelet       |
| Elitserien  | 2009–10 | 55 | 27 | 20 | 3   | 3  | 2  | 92 | 163 | 139 | 3:a   | Semifinal i SM-slutspelet         |
| Elitserien  | 2010–11 | 55 | 22 | 19 | —   | 5  | 9  | 85 | 138 | 118 | 5:a   | Kvartsfinal i SM-slutspelet       |
| Elitserien  | 2011–12 | 55 | 17 | 24 | —   | 7  | 7  | 72 | 120 | 138 | 10:a  | Missade slutspel                  |
| Elitserien  | 2012–13 | 55 | 27 | 19 | —   | 4  | 5  | 94 | 145 | 136 | 5:a   | Semifinal i SM-slutspelet         |
| SHL         | 2013–14 | 55 | 20 | 24 | —   | 7  | 4  | 78 | 174 | 167 | 9:a   | Semifinal i SM-slutspelet         |
| SHL         | 2014–15 | 55 | 26 | 18 | —   | 4  | 7  | 93 | 156 | 125 | 4:a   | Semifinal i SM-slutspelet         |
| SHL         | 2015–16 | 52 | 23 | 13 | —   | 9  | 7  | 94 | 163 | 121 | 3:a   | Kvartsfinal i SM-slutspelet       |
| SHL         | 2016–17 | 52 | 27 | 15 | —   | 5  | 5  | 96 | 136 | 126 | 4:a   | Kvartsfinal i SM-slutspelet       |
| SHL         | 2017–18 | 52 | 21 | 19 | —   | 3  | 9  | 78 | 135 | 130 | 9:a   | Kvartsfinal i SM-slutspelet       |
| SHL         | 2018–19 | 52 | 15 | 23 | —   | 8  | 6  | 67 | 130 | 143 | 12:a  | Missade slutspel                  |
| SHL         | 2019–20 | 52 | 14 | 21 | —   | 6  | 11 | 65 | 118 | 139 | 11:a  | Missade slutspel                  |
| SHL         | 2020–21 | 52 | 17 | 28 | —   | 4  | 3  | 62 | 132 | 166 | 12:a  | Missade slutspel                  |
| SHL         | 2021-22 | 52 | 16 | 23 | --- | 8  | 5  | 69 | 121 | 142 | 11:a  | Missade slutspel                  |
| SHL         | 2022-23 | 52 | 16 | 21 | --- | 4  | 11 | 67 | 133 | 165 | 12:a  | Missade slutspel                  |

## Fortsättningsserier
| Liga             | Säsong  | SM | V  | F | O | ÖV | ÖF | P  | GM | IM | Plac. | Notering   |
| Division I       | 1988-89 | 14 | 5  | 8 | 1 | —  | —  | 16 | 70 | 70 | 5:a   |            |
| Division I       | 1989-90 | 14 | 7  | 4 | 3 | —  | —  | 19 | 67 | 58 | 3:a   |            |
| Division I       | 1990-91 | 14 | 5  | 8 | 1 | —  | —  | 12 | 48 | 82 | 5:a   |            |
| Division I       | 1993-94 | 14 | 3  | 8 | 3 | —  | —  | 14 | 47 | 61 | 8:a   |            |
| Division I       | 1994-95 | 14 | 9  | 4 | 1 | —  | —  | 20 | 65 | 50 | 6:a   |            |
| Division I       | 1995-96 | 14 | 10 | 3 | 1 | —  | —  | 27 | 64 | 35 | 1:a   | Playoff    |
| Allsvenskan      | 1996–97 | 14 | 6  | 5 | 3 | —  | —  | 15 | 53 | 42 | 4:a   | Playoff    |
| Allsvenskan      | 1997–98 | 14 | 8  | 3 | 3 | —  | —  | 19 | 54 | 41 | 2:a   | Kvalserien |
| Allsvenskan      | 1998–99 | 14 | 9  | 2 | 3 | —  | —  | 21 | 52 | 36 | 2:a   | Kvalserien |
| Superallsvenskan | 2000–01 | 14 | 6  | 4 | — | 2  | 2  | 24 | 49 | 33 | 2:a   | Kvalserien |

### Kvalserien
| Säsong  | SM | V | F | O | ÖV | ÖF | P  | GM | IM | Plac. | Notering    |
| 1996–97 | 10 | 2 | 7 | 1 | —  | —  | 5  | 23 | 30 | 6:a   |             |
| 1997–98 | 10 | 4 | 4 | 2 | —  | —  | 10 | 33 | 33 | 4:a   |             |
| 1998–99 | 10 | 7 | 1 | 2 | —  | —  | 16 | 39 | 18 | 1:a   | Uppflyttade |
| 1999–00 | 10 | 3 | 5 | — | 2  | 0  | 13 | 41 | 38 | 4:a   | Nedflyttade |
| 2000–01 | 10 | 6 | 2 | — | 1  | 1  | 21 | 32 | 23 | 2:a   | Uppflyttade |
| 2002–03 | 10 | 7 | 1 | — | 1  | 1  | 24 | 33 | 19 | 1:a   |             |

## SM-slutspel
| 2004        | 2004         | 2004     | 2004 |
| ----------- | ------------ | -------- | ---- |
| Kvartsfinal | Linköping HC | Timrå IK | 1–4  |

| 2005        | 2005         | 2005          | 2005 |
| ----------- | ------------ | ------------- | ---- |
| Kvartsfinal | Linköping HC | Södertälje SK | 2–4  |

| 2006        | 2006         | 2006         | 2006 |
| ----------- | ------------ | ------------ | ---- |
| Kvartsfinal | Linköping HC | Luleå HF     | 4–2  |
| Semifinal   | Frölunda HC  | Linköping HC | 4–3  |

| 2007        | 2007         | 2007         | 2007 |
| ----------- | ------------ | ------------ | ---- |
| Kvartsfinal | Linköping HC | Luleå HF     | 4–0  |
| Semifinal   | Färjestad BK | Linköping HC | 1–4  |
| Final       | Modo Hockey  | Linköping HC | 4–2  |

| 2008        | 2008         | 2008           | 2008 |
| ----------- | ------------ | -------------- | ---- |
| Kvartsfinal | Linköping HC | Djurgårdens IF | 4–1  |
| Semifinal   | Linköping HC | Färjestad BK   | 4–1  |
| Final       | HV71         | Linköping HC   | 4–2  |

| 2009        | 2009         | 2009           | 2009 |
| ----------- | ------------ | -------------- | ---- |
| Kvartsfinal | Linköping HC | Skellefteå AIK | 3–4  |

| 2010        | 2010           | 2010         | 2010 |
| ----------- | -------------- | ------------ | ---- |
| Kvartsfinal | Linköping HC   | Frölunda HC  | 4–3  |
| Semifinal   | Djurgårdens IF | Linköping HC | 4–1  |

| 2011        | 2011           | 2011         | 2011 |
| ----------- | -------------- | ------------ | ---- |
| Kvartsfinal | Skellefteå AIK | Linköping HC | 4–3  |

| 2013        | 2013           | 2013         | 2013 |
| ----------- | -------------- | ------------ | ---- |
| Kvartsfinal | HV71           | Linköping HC | 1–4  |
| Semifinal   | Skellefteå AIK | Linköping HC | 4–1  |

| 2014        | 2014           | 2014         | 2014 |
| ----------- | -------------- | ------------ | ---- |
| Play-in     | Modo Hockey    | Linköping HC | 0–2  |
| Kvartsfinal | Frölunda HC    | Linköping HC | 3–4  |
| Semifinal   | Skellefteå AIK | Linköping HC | 4–1  |

| 2015        | 2015           | 2015         | 2015 |
| ----------- | -------------- | ------------ | ---- |
| Kvartsfinal | Linköping HC   | HV71         | 4–2  |
| Semifinal   | Skellefteå AIK | Linköping HC | 4–1  |

| 2016        | 2016         | 2016         | 2016 |
| ----------- | ------------ | ------------ | ---- |
| Kvartsfinal | Linköping HC | Växjö Lakers | 2–4  |

| 2017        | 2017         | 2017      | 2017 |
| ----------- | ------------ | --------- | ---- |
| Kvartsfinal | Linköping HC | Brynäs IF | 2–4  |

| 2018        | 2018           | 2018         | 2018 |
| ----------- | -------------- | ------------ | ---- |
| Play-in     | HV71           | Linköping HC | 0–2  |
| Kvartsfinal | Djurgårdens IF | Linköping HC | 4–1  |